# Reprezentacja Chin w skokach narciarskich
Reprezentacja Chin w skokach narciarskich – grupa zawodników reprezentujących Chiny, najczęściej w zawodach niższej rangi, choć zdarzają się starty Chińczyków w Pucharze Świata.

## Historia
Na przestrzeni wielu lat jedynym reprezentantem Chin był Piao Xuefeng. Nie osiągnął on jednak znaczących sukcesów na arenie międzynarodowej. W 2003 reaktywowano profesjonalną reprezentację Chin, która obrała sobie na trenera Heinza Kocha, finansowo reprezentację wsparła firma Gericom. W kadrze znajdowali się wówczas: Tian Zhandong, Li Yang, Li Cungang, Wang Jianxun, Li Chengbo.
Pierwszy występ Chińczycy odnotowali 13 grudnia 2003 w Lillehammer. Wtedy to Tian Zhandong, skacząc 110 metrów zajął 32. miejsce.
W konkursie drużynowym reprezentacja Chin w składzie: Li Chengbo, Tian Zhandong, Wang Jianxun i Li Yang zadebiutowała 15 lutego 2004 podczas PŚ w Willingen. Zajęli ostatnie, 12. miejsce.
Pierwsze punkty w Pucharze Kontynentalnym reprezentanci Chin zdobyli 26 grudnia 2003 – na skoczni K-95 w Sankt Moritz – Tian Zhandong zajął 22 miejsce. Punkty zdobył również Li Yang, który był 26. Najlepszy jak dotąd występ Chińczyka w zawodach tej rangi miał miejsce 28 stycznia 2006 w Braunlage – 3. miejsce zajął wtedy Li Yang.
29 grudnia 2004 Chińczycy zadebiutowali w Pucharze Świata indywidualnie – Tian Zhandong zajął wtedy w Oberstdorfie 48. miejsce, wyprzedzając Roka Benkoviča oraz Martina Schmitta.
Podczas Uniwersjady rozgrywanej w Innsbrucku i Seefeld (2005) najlepsze miejsce zajął Tian Zhandong – na dużej skoczni był 17. Na skoczni normalnej miejsca w 30. zajęli Tian oraz Li Yang.
Na MŚ w Oberstdorfie (2005) najlepszy wynik uzyskał Tian, będąc 44. na skoczni dużej. W konkursie drużynowym na K-90 Chińczycy zajęli 14. pozycję (na 16 drużyn). Na K-120 byli przedostatni.
Podczas Igrzysk Olimpijskich 2006 w Turynie, które były głównym celem dotychczasowej drużyny, do konkursu głównego na skoczni normalnej zakwalifikował się tylko Li Yang – ostatecznie był 44. Był to najlepszy występ Chińczyka na tej imprezie. W konkursie drużynowym Chiny zajęły ostatnie miejsce.
Na Uniwersjadzie 2007 w Turynie, już pod wodzą nowego trenera, jedynego niegdyś chińskiego skoczka Piao Xuefenga, pokazała się dwójka nowych zawodników – Sun Jianping oraz Xing Chenhui. Sun zajął 54. miejsce na dużej skoczni i 56. na małej, zaś Xing zajął miejsca 55. i 43. Najlepszym Chińczykiem na tej Uniwersjadzie był Li Yang, 26. na skoczni i 36. na normalnej.
Kolejna Uniwersjada odbyła się w 2009 r., w chińskim kompleksie skoczni narciarskich Dragon Hill w miejscowości Yabuli. Na dużej skoczni najlepszym z Chińczyków okazał się Tian Zhandong zajmując 27. miejsce, na skoczni normalnej najlepszy, 33., był Xing Chenhui. W konkursie kobiet, Li Zhenhuan zajęła 3. miejsce w ogólnej stawce 7 zawodniczek.
W następnych lat chińska kadra męska w oficjalnych zawodach pojawiała się bardzo rzadko, jedynym znaczącym wynikiem jest udział na Uniwersjadzie 2015, gdzie Li Chao oraz Wang Bingrong zajęli kolejno 49. i 52. miejsce na małej skoczni oraz na Uniwersjadzie 2017, gdzie Wang Bingrong zajął ostatnie, 51. miejsce w konkursie na skoczni normalnej.
O wiele większy postęp i rozwój w obecnych latach przeżywa chińska kadra kobieca. Od 2011 do 2014 roku ich trenerem był były niemiecki skoczek narciarski Jochen Danneberg. Zastąpił on na tym stanowisku Piao Xuefenga, który utworzył żeńską reprezentację tego kraju.
Najlepszym wynikiem Chinki w Pucharze Świata jest 7. miejsce, osiągnięte przez Liu Qi w 2013 roku. Pięć lat później, Chang Xinyue, w klasyfikacji generalnej Pucharu Świata zajęła najwyższą jak do tej pory lokatę wśród Chińczyków, plasując się na 26. miejscu. Panie startowały również w Mistrzostwach Świata. Tam ich najlepszym wynikiem jest 28. miejsce Li Xueyao w 2017 roku. Na Zimowe Igrzyska Olimpijskie 2018, Chiński Związek Narciarski posłał Chang Xinyue, która zajęła 20. miejsce w gronie 35 pań.
Od tego czasu rozpoczęły się intensywne przygotowania do Zimowych Igrzysk Olimpijskich 2022, których Chiny będą gospodarzem. Już wcześniej, bo pod koniec 2017 roku grupa dziesięciorga chińskich dzieci została wysłana na obóz treningowy do Norwegii, aby tam, pod okiem profesjonalnych szkoleniowców, w jak najlepszym stopniu przygotować się do igrzysk. Od lipca 2018 roku na stanowisko trenera chińskiej kadry kobiecej został wybrany były polski i austriacki trener Heinz Kuttin. Kolejnym punktem przygotowań Chińczyków na igrzyska było zatrudnienie w roli doradcy i pomocnika byłego fińskiego skoczka narciarskiego i trenera Mikę Kojonkoskiego, który ma za zadanie wesprzeć chińską kadrę i doprowadzić ją do optymalnego, światowego poziomu. Od września tego roku Fin został oficjalnie mianowany na stanowisko głównego trenera chińskiej kadry męskiej. Z tego powodu, na początku października 2018 roku, w fińskim Kuopio, powstanie centrum szkoleniowe dla około 300 chińskich sportowców.
11 września 2021 Song Qiwu zadebiutował w zawodach w Czajkowskim podczas Letniego Grand Prix 2021. Zajął tam 29. lokatę. Tym samym stał się pierwszym Chińczykiem, który zdobył punkty w zawodach najwyższej rangi, a co za tym idzie dożywotnie prawo startu w Pucharze Świata i Letnim Grand Prix.

## Lista trenerów męskiej reprezentacji
- Heinz Koch (2003–2007)
- Piao Xuefeng (2007–?)
- Jure Radelj (2018–2020)
- Jani Klinga (od 2020)

## Rekord kraju
Rekordem Chin w długości skoku mężczyzn jest odległość 121,5 m, uzyskana przez Tian Zhandonga podczas Pucharu Kontynentalnego w austriackim Bischofshofen, 18 stycznia 2004 roku.
Rekord Chin w długości skoku kobiet jest o 3,5 m dłuższy i wynosi 125 m, taki wynik uzyskała Chang Xinyue podczas Pucharu Świata w norweskim Lillehammer, 3 grudnia 2017 roku.

## Zawodnicy aktywni

### Mężczyźni
Pełna lista chińskich skoczków skaczących na poziomie międzynarodowym (Stan na sezon 21/22):
- Zhe Chen (ur. 1993)

- Li Chao (ur. 1988)

- YIxin Lyu (ur. 2000)
- Jingtao Hu (ur. 2001)
- Xuyu Huang (ur. 2001)
- Qiwu Song (ur. 2001)
- Chuan Zhao (ur. 2001)
- Xin Liu (ur. 2002)
- Rui Wang (ur. 2002)
- Xiaoyang Zhou (ur. 2002)
- Honglin Zhu (ur. 2002)
- Qihang Cui (ur. 2003)
- Weijie Zhen (ur. 2003)
- Yang Guang (ur. 1984)

### Kobiety
- Chang Xinyue (ur. 1994)
- Dong Bing (ur. 1996)
- Li Xueyao (ur. 1995)
- Liu Qi (ur. 1996)
- Ma Tong (ur. 1994)

## Nieaktywni zawodnicy

### Mężczyźni
- Chai Mingfa
- Dong Jizhou
- Du Yunpengfei
- Gao Kun
- Gong Peilin
- Li Chengbo
- Li Chungang
- Li Yang
- Liu Shuming
- Piao Xuefeng
- Wang Jianxun
- Wang Shuanglong
- Wang Xuxing
- Xing Chenhui

### Kobiety
- Cui Linlin
- Ji Cheng
- Ji Min
- Li Zhenhuan
- Ma Qinghua
- Ma Yunshan
- Wang Meiting
- Zhang Qiuyue
- Zhou Yanyan